# Phoenicircus carnifex
Phoenicircus carnifex là một loài chim trong họ Cotingidae.